# Ostriwok
Ostriwok (ukr. Острівок) – wieś na Ukrainie, w obwodzie lwowski, w rejonie szeptyckim. W 2001 roku liczyła 139 mieszkańców.
Do 1946 roku miejscowość nosiła nazwę Ostobuż (ukr. Остобіж, Ostobiż), a w latach 1946-1989 – Ostrowok (ukr. Островок).
W II Rzeczypospolitej do 1934 samodzielna gmina jednostkowa. Następnie należała do zbiorowej wiejskiej gminy Bruckenthal w powiecie rawskim w woj. lwowskim. Po wojnie wieś weszła w struktury administracyjne Związku Radzieckiego.